# Distretto di Taishan (Nuova Taipei)
Il distretto di Taishan (泰山區S, Tàishān QūP) è un distretto della municipalità di Nuova Taipei, situata a Taiwan.